# Beauficel-en-Lyons
Pour les articles homonymes, voir Lyons.
Ne doit pas être confondu avec Beauficel.
Beauficel-en-Lyons est une commune française située dans le département de l'Eure, en région Normandie.

## Géographie

### Localisation
Comme son nom le suggère, le village normand de Beauficel-en-Lyons est situé dans le Pays de Lyons, à l'orée de la forêt domaniale de Lyons.
Limitrophe de Lyons-la-Forêt, il est situé à 31 km à vol d'oiseau à l'est de Rouen, 17 km au sud-ouest de Gournay-en-Bray, 24 km au nord-ouest de Gisors et 19 km au nord des Andelys.
Le village se trouve dans la zone d'emploi de Vernon-Gisors et dans le bassin de vie de Fleury-sur-Andelle.

### Communes limitrophes
Les communes limitrophes sont  Fleury-la-Forêt, Lilly, Lorleau, Lyons-la-Forêt et Morgny.
| Lorleau        | Lorleau            | Fleury-la-Forêt |
| Lyons-la-Forêt | Beauficel-en-Lyons | Lilly           |
|                | Lyons-la-Forêt     | Morgny          |

### Géologie et relief
La superficie de la commune est de 7,20 km2 ; son altitude varie de 113  à   163 mètres. 

### Hydrographie
La commune est située dans le bassin Seine-Normandie. Elle n'est drainée par aucun cours d'eau,.

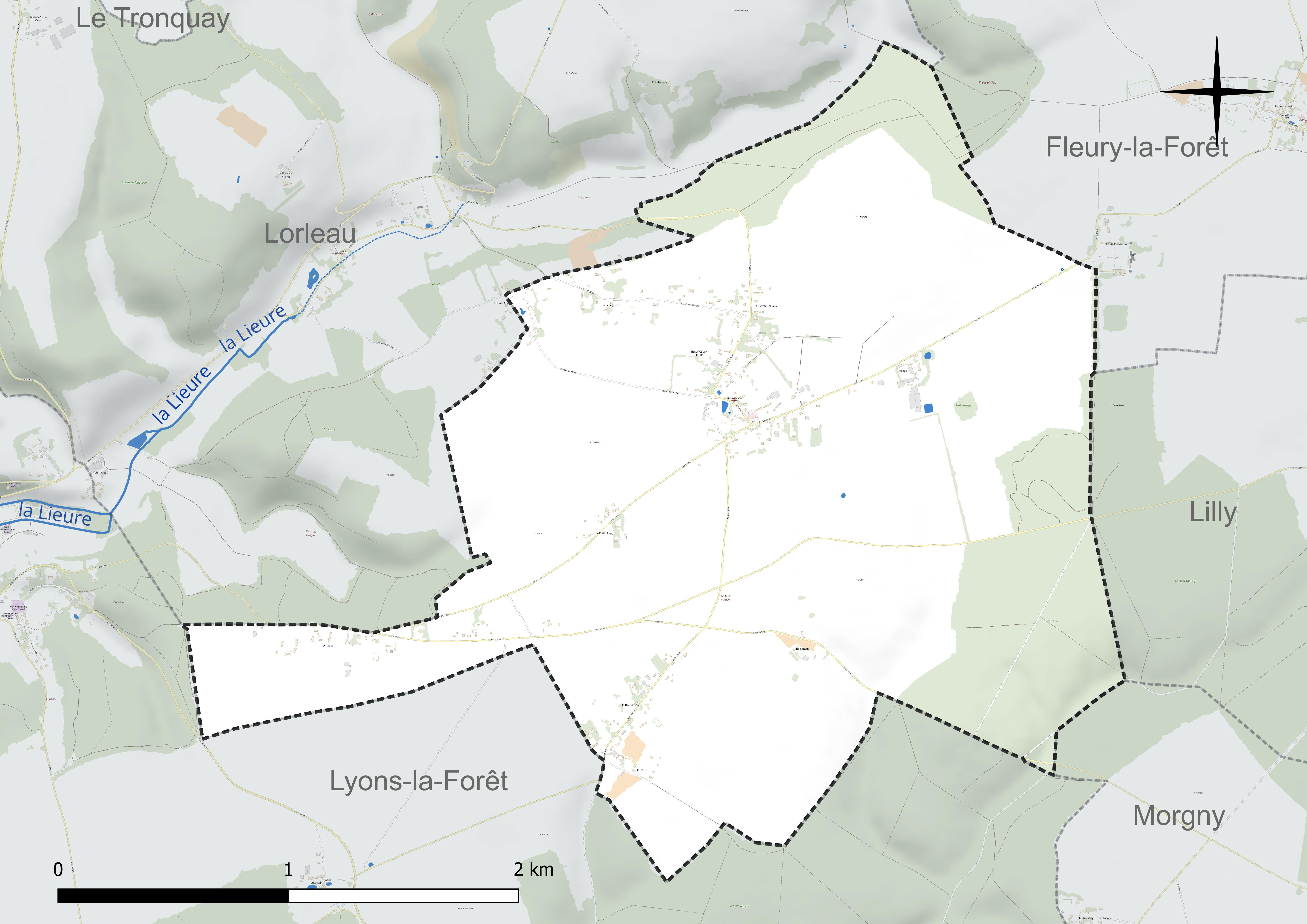
Réseau hydrographique de Beauficel-en-Lyons.

### Climat
Pour des articles plus généraux, voir Climat de la Normandie et Climat de l'Eure.
En 2010, le climat de la commune est de type climat océanique dégradé des plaines du Centre et du Nord, selon une étude du CNRS s'appuyant sur une série de données couvrant la période 1971-2000. En 2020, Météo-France publie une typologie des climats de la France métropolitaine dans laquelle la commune est exposée à un climat océanique et est dans la région climatique  Côtes de la Manche orientale, caractérisée par un faible ensoleillement (1 550 h/an) ; forte humidité de l’air (plus de 20 h/jour avec humidité relative > 80 % en hiver), vents forts fréquents. Parallèlement le GIEC normand, un groupe régional d’experts sur le climat, différencie quant à lui, dans une étude de 2020, trois grands types de climats pour la région Normandie, nuancés à une échelle plus fine par les facteurs géographiques locaux. La commune est, selon ce zonage, exposée à un « climat des plateaux abrités », correspondant aux plaines agricoles de l’Eure, avec une pluviométrie beaucoup plus faible que dans la plaine de Caen en raison du double effet d’abri provoqué par les collines du Bocage normand et par celles qui s’étendent sur un axe du Pays d'Auge au Perche.
Pour la période 1971-2000, la température annuelle moyenne est de 10,3 °C, avec  une amplitude thermique annuelle de 14,1 °C. Le cumul annuel moyen de précipitations est de 806 mm, avec 12,4 jours de précipitations en janvier et 8,4 jours en juillet. Pour la période 1991-2020, la température moyenne annuelle observée sur la station météorologique la plus proche, située sur la commune d'Étrépagny à 13 km à vol d'oiseau, est de 11,3 °C et le cumul annuel moyen de précipitations est de 774,0 mm,. Pour l'avenir, les paramètres climatiques de la commune estimés pour 2050 selon différents scénarios d’émission de gaz à effet de serre sont consultables sur un site dédié publié par Météo-France en novembre 2022.

### Milieux naturels et biodiversité
- L'église Notre-Dame, les peupliers de la place de l'Église, la haie d'épines et le vieux mur entourant le cimetière, le calvaire et la pierre tombale de « Lamaury » dans le cimetière  Site classé (1925)[12].

## Urbanisme
La commune est remarquable par ses maisons traditionnelles en briques, caractéristiques de l'architecture normande.
.

### Typologie
Au 1er janvier 2024, Beauficel-en-Lyons est catégorisée commune rurale à habitat très dispersé, selon la nouvelle grille communale de densité à 7 niveaux définie par l'Insee en 2022.
Elle est située hors unité urbaine et hors attraction des villes,.

### Occupation des sols

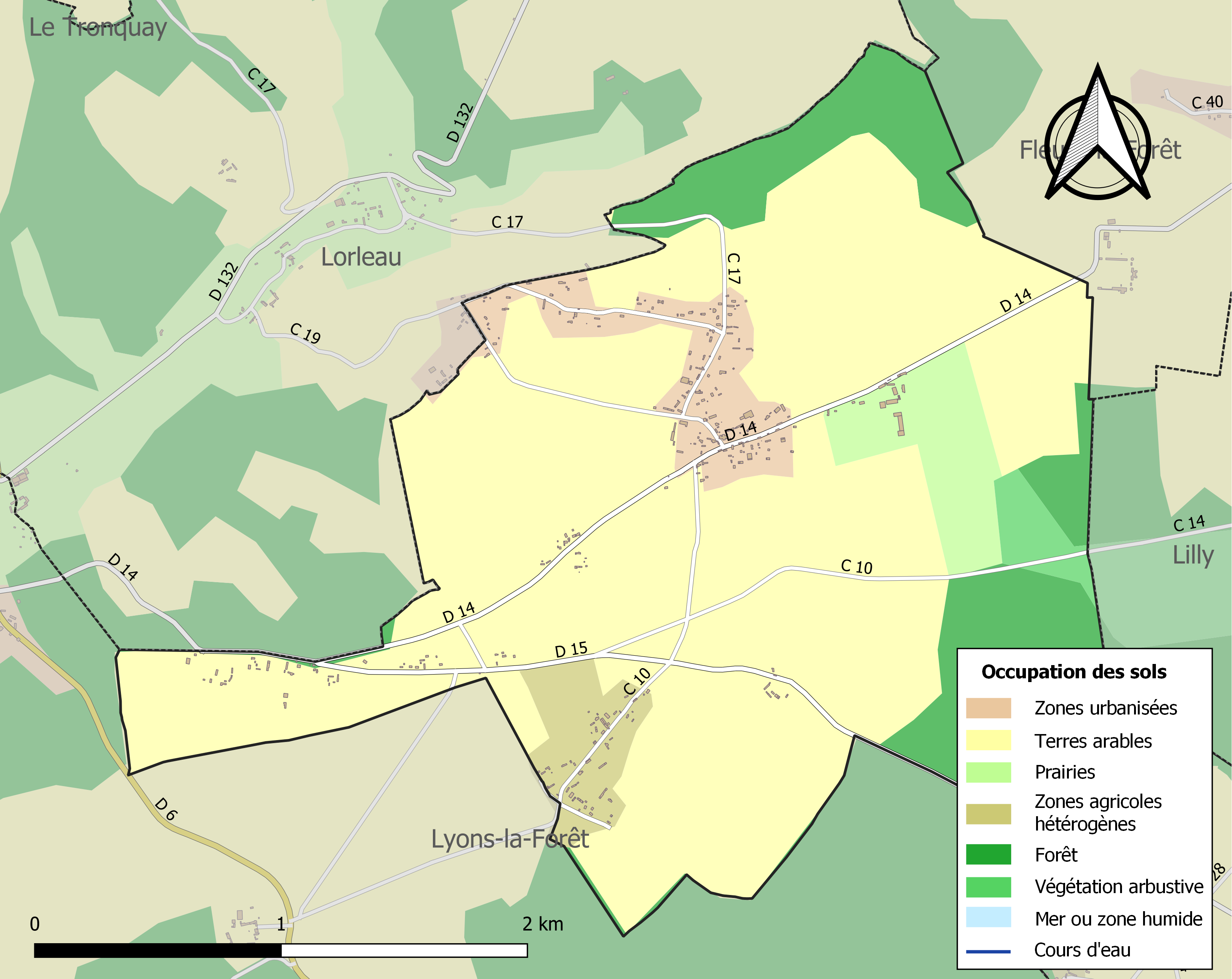
Carte des infrastructures et de l'occupation des sols de la commune en 2018 (CLC).

L'occupation des sols de la commune, telle qu'elle ressort de la base de données européenne d’occupation biophysique des sols Corine Land Cover (CLC), est marquée par l'importance des territoires agricoles (77,5 % en 2018), en diminution par rapport à 1990 (83,1 %). 
La répartition détaillée en 2018 est la suivante :  terres arables (69,4 %), forêts (15,5 %), zones urbanisées (5,6 %), prairies (4,6 %), zones agricoles hétérogènes (3,4 %), milieux à végétation arbustive et/ou herbacée (1,4 %). 
L'évolution de l’occupation des sols de la commune et de ses infrastructures peut être observée sur les différentes représentations cartographiques du territoire : la carte de Cassini (XVIIIe siècle), la carte d'état-major (1820-1866) et les cartes ou photos aériennes de l'IGN pour la période actuelle (1950 à aujourd'hui).

### Lieux-dits, hameaux et écarts
La commune compte plusieurs hameaux : La Bouvetière et les Cornets au sud du territoire communal, le Nouveau monde au nord du village, la Haranguerie et La Lande Asseline (partagée avec Lorleau) au nord du territoire.

### Habitat et logement
En 2021, le nombre total de logements dans la commune était de 137, alors qu'il était de 140 en 2016 et de 130 en 2011. 
Parmi ces logements, 63,3 % étaient des résidences principales, 33,2 % des résidences secondaires et 3,5 % des logements vacants. Ces logements étaient pour 98,5 % d'entre eux des maisons individuelles et pour 0,9 % des appartements. 
Le tableau ci-dessous présente la typologie des logements à Beauficel-en-Lyons en 2021 en comparaison avec celle de l'Eure et de la France entière. Une caractéristique marquante du parc de logements est ainsi une proportion de résidences secondaires et logements occasionnels (33,2 %) supérieure à celle du département (6,2 %) et à celle de la France entière (9,7 %). 
| Typologie                                               | Beauficel-en-Lyons | Eure | France entière |
| ------------------------------------------------------- | ------------------ | ---- | -------------- |
| Résidences principales (en %)                           | 63,3               | 85,8 | 82,2           |
| Résidences secondaires et logements occasionnels (en %) | 33,2               | 6,2  | 9,7            |
| Logements vacants (en %)                                | 3,5                | 8    | 8,1            |

## Toponymie
Le nom de la localité est attesté sous les formes latinisées Belfuissellum (charte de Geoffroy Plantagenêt) et Belfuissello en 1147,, puis Beaufixel en 1454 (archives nationales, château de Gisors ), Biauficel en 1579.
L'ancien français fuissel, « petit bout de bois, bâton », s'est confondu assez tôt avec fusel, « fuseau ».
Selon Albert Dauzat, fuissel est un diminutif de fût au sens de « tronc d’arbre », associé à l'adjectif bel > beau, d'où le sens global de « beau tronc d'arbre ».
François de Beaurepaire donne au terme fuissel la signification de « bois d'œuvre » et par extension « forêt où il y a du bois d'œuvre, fûtaie ». René Lepelley reprend les termes du précédent, sans citer cependant de forme ancienne et en formulant de manière ambiguë l’étymologie ultime des mots fuissel et bel, confondue avec la réalité médiévale de la formation toponymique.
En effet, le gallo-roman FUSTELLU a abouti à l’ancien français fuissel. FUSTELLU est dérivé à partir du radical FUST- (issu du  latin fustis « bois coupé, bâton ») à l'aide du suffixe -ELLU (latin classique -ellus). Le latin fustis a de son côté donné l’ancien français fust > fût (d’un arbre), d'où fustaie > fûtaie. En revanche, la formation toponymique Beauficel est médiévale et repose sur les termes d'ancien français bel et fuissel qui ont évolué par la suite en beau et *fissel (avec une graphie -ficel inspirée du mot ficelle). L'évolution phonétique fuissel > *fissel est caractéristique du normand.
La référence à la forêt de Lyons a été ajoutée en 1944.
Homonymie avec Beauficel, commune de la Manche.

## Histoire

### Moyen Âge
À l'origine une lande inculte et stérile hérissée de silex pyromagues, le village a été fondé au XIIe siècle, après les défrichements et les plantations effectués par les moines de l'abbaye de Mortemer. Jean de France, duc de Normandie à titre honorifique et futur roi de France, revendique en 1343 le patronage de l'église de Beauficel, s'opposant à l’archevêque de Rouen. En 1382, le Parlement de Paris juge que le patron sera alternativement le roi et l'archevêque de Rouen[réf. nécessaire].

## Politique et administration

### Rattachements administratifs et électoraux

#### Rattachements administratifs
La commune se trouve dans l'arrondissement des Andelys du département de l'Eure.  
Elle faisait partie depuis 1793 du canton de Lyons-la-Forêt. Dans le cadre du redécoupage cantonal de 2014 en France, cette circonscription administrative territoriale a disparu, et le canton n'est plus qu'une circonscription électorale.

#### Rattachements électoraux
Pour les élections départementales, la commune fait partie depuis 2014 du canton de Romilly-sur-Andelle.
Pour l'élection des députés, elle fait partie de la cinquième circonscription de l'Eure.

### Intercommunalité
Beauficel-en-Lyons était membre de la petite communauté de communes du canton de Lyons-la-Forêt, un établissement public de coopération intercommunale (EPCI) à fiscalité propre créé fin 1996 et auquel la commune avait transféré un certain nombre de ses compétences, dans les conditions déterminées par le code général des collectivités territoriales.
Dans le cadre des dispositions de la loi portant nouvelle organisation territoriale de la République du 7 août 2015, qui prévoit que les établissements publics de coopération intercommunale (EPCI) à fiscalité propre doivent avoir un minimum de 15 000 habitants, cette intercommunalité a fusionné avec la communauté de communes de l'Andelle pour former, le 1er janvier 2017, la communauté de communes Lyons Andelle, dont est désormais membre la commune.

### Liste des maires
| Période                                  | Période                    | Identité                    | Étiquette | Qualité |
| ---------------------------------------- | -------------------------- | --------------------------- | --------- | --- |
|                                          |                            | Guillaume Alexandre Lamaurÿ |           | |
| Les données manquantes sont à compléter. |                            |                             |           | |
|                                          |                            |                             |           | |
| avant 1943                               |                            | Étienne Dufour              |           | Agriculteur Conseiller arrondissement de Lyons-la-Forêt (1928 → 1940) Nommé conseiller départemental par le Régime de Vichy |
|                                          |                            |                             |           | |
| mars 2001                                | mars 2008                  | Isambart Dufour             |           | |
| mars 2008                                | avril 2014                 | Paulette Cossin             |           | |
| avril 2014                               | mai 2020                   | Jean-Marc Mouquet           | SE        | Cadre d'entreprise |
| mai 2020,                                | janvier 2025               | Yves Pillet                 | SE        | Directeur d'usine retraité Mandat écourté par sa démission et celle d'une partie du conseil municipal                       |
| mars 2025                                | En cours (au 29 mars 2025) | Dorothée Courtois           |           | Retraitée |

## Population et société

### Démographie
L'évolution du nombre d'habitants est connue à travers les recensements de la population effectués dans la commune depuis 1793. Pour les communes de moins de 10 000 habitants, une enquête de recensement portant sur toute la population est réalisée tous les cinq ans, les populations de référence des années intermédiaires étant quant à elles estimées par interpolation ou extrapolation. Pour la commune, le premier recensement exhaustif entrant dans le cadre du nouveau dispositif a été réalisé en 2007.

En 2022, la commune comptait 207 habitants, en évolution de +8,95 % par rapport à 2016 (Eure : −0,25 %, France hors Mayotte : +2,11 %).
| 1793 | 1800 | 1806 | 1821 | 1831 | 1836 | 1841 | 1846 | 1851 |
| ---- | ---- | ---- | ---- | ---- | ---- | ---- | ---- | ---- |
| 600  | 647  | 641  | 610  | 592  | 535  | 503  | 465  | 458  |

| 1856 | 1861 | 1866 | 1872 | 1876 | 1881 | 1886 | 1891 | 1896 |
| ---- | ---- | ---- | ---- | ---- | ---- | ---- | ---- | ---- |
| 446  | 433  | 413  | 355  | 323  | 277  | 308  | 268  | 260  |

| 1901 | 1906 | 1911 | 1921 | 1926 | 1931 | 1936 | 1946 | 1954 |
| ---- | ---- | ---- | ---- | ---- | ---- | ---- | ---- | ---- |
| 254  | 250  | 230  | 239  | 242  | 211  | 233  | 224  | 203  |

| 1962 | 1968 | 1975 | 1982 | 1990 | 1999 | 2006 | 2007 | 2012 |
| ---- | ---- | ---- | ---- | ---- | ---- | ---- | ---- | ---- |
| 185  | 147  | 128  | 136  | 150  | 185  | 173  | 171  | 189  |

| 2017 | 2022 | - | - | - | - | - | - | - |
| ---- | ---- | - | - | - | - | - | - | - |
| 188  | 207  | - | - | - | - | - | - | - |

### Sports et loisirs
La commune s'est dotée en 2021 d'une ludothèque gérée par des bénévoles et d'un terrain de pétanque.

### Vie associative
L'association La belle ficelle s'est créée en 2021 pour animer le village.

## Économie
La commune a une activité principalement agricole.

## Culture locale et patrimoine

### Lieux et monuments
La commune compte un édifice inscrit au titre des monuments historiques :
- l'église Notre-Dame (XIIIe, XIVe, XVe, XVIe et XVIIIe)  Inscrite MH (1940)[39],[40], remarquable notamment par son porche pentagonal de 1570 soutenu par quatre poteaux aux bas-reliefs sculptés représentant plusieurs saints, ainsi que la Vierge à l'Enfant.
D'importants travaux de remise en état sont financés en 2019 par le loto du patrimoine et la fondation du patrimoine[41],[42],[43] et ont notamment permis la réfection de la flèche et de ses quatre clochetons[44]

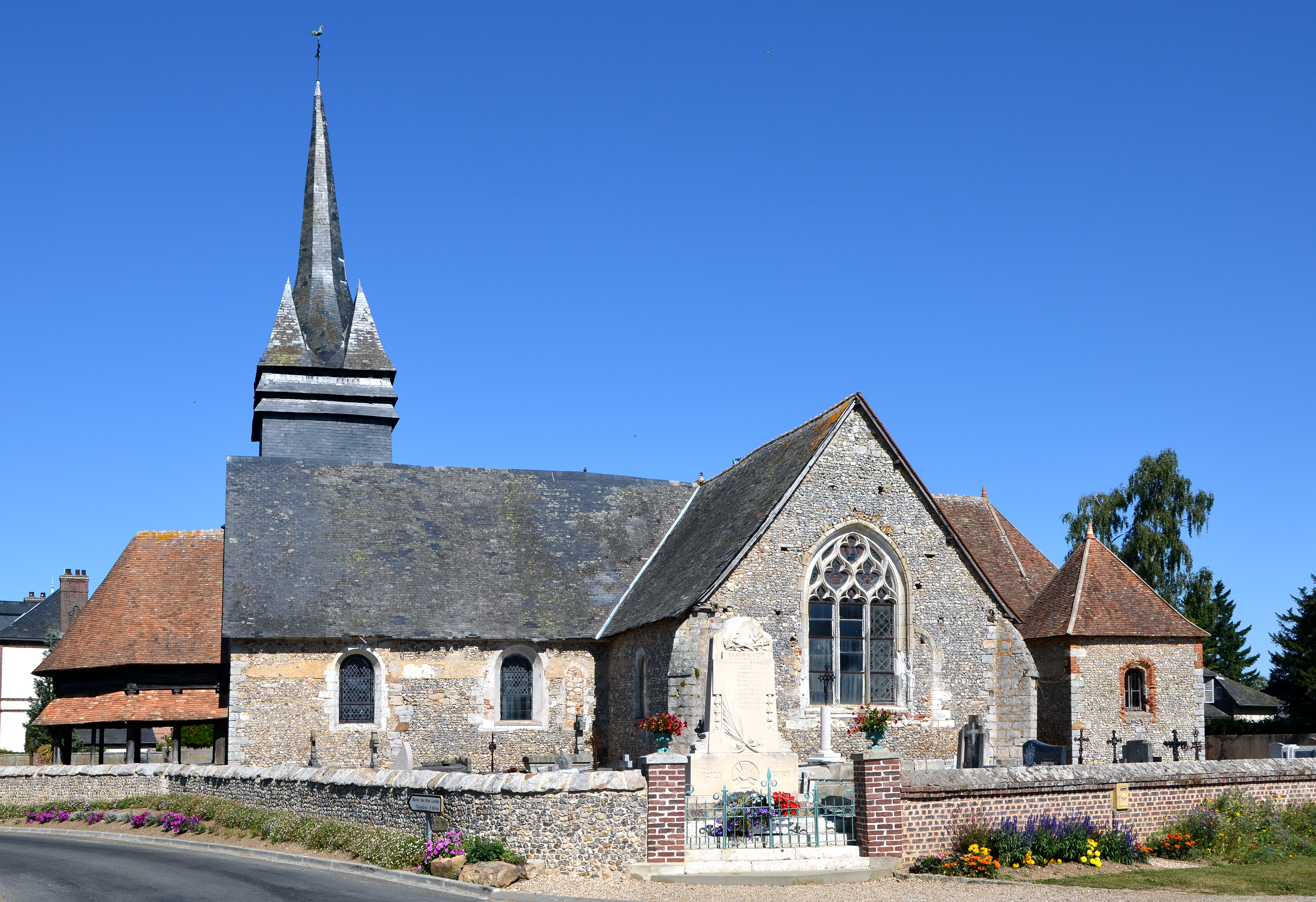
L'église de Beauficel.
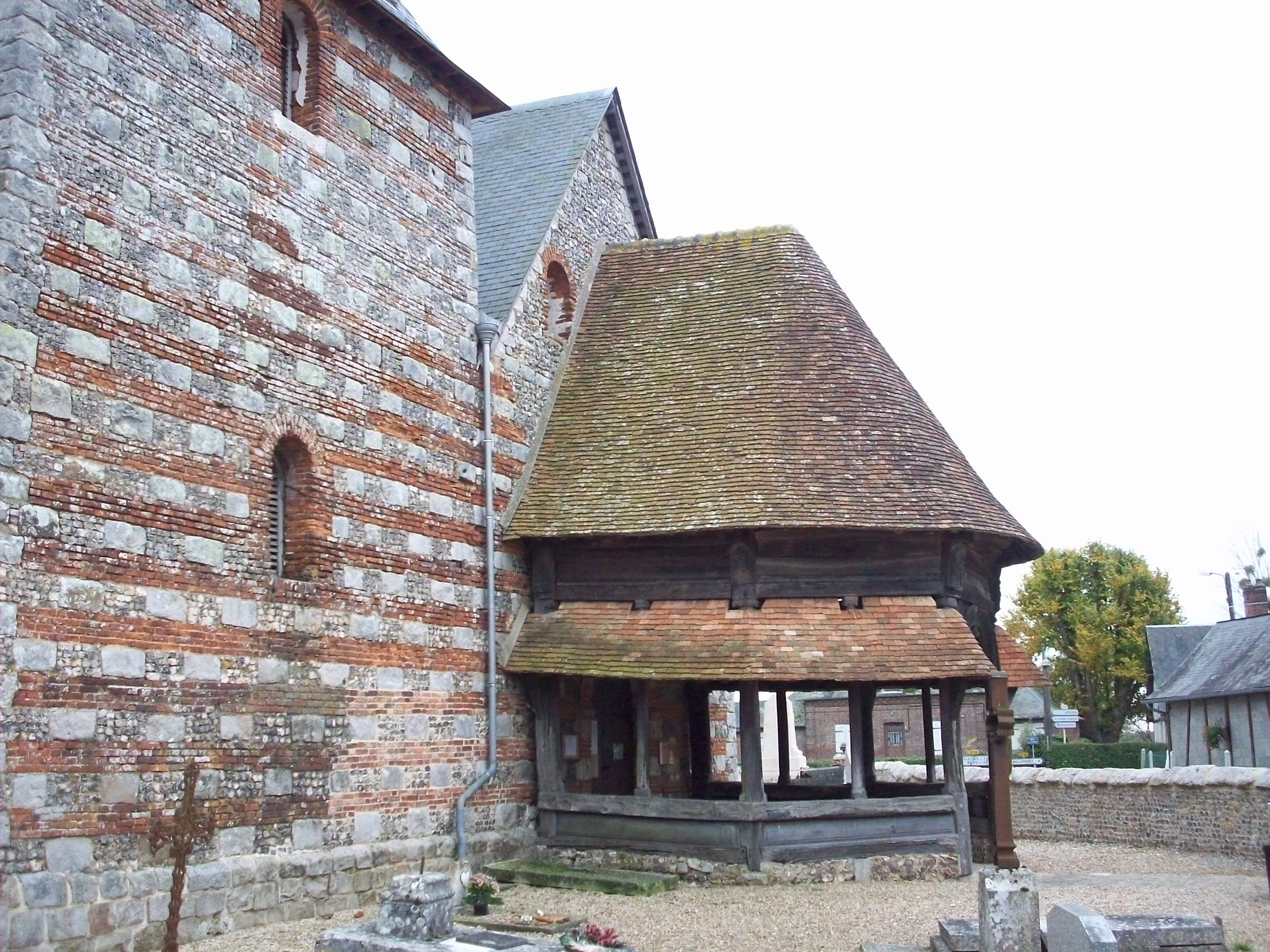
Le porche.

On peut également signaler : 
- une colonne des XIIe et XIIIe siècles située dans le bras nord du transept de l'église Notre-Dame[45]. Cette colonne provient de l'abbaye de Mortemer à Lisors ;
- deux manoirs : l'un des XVe, XVIIe et XVIIIe siècles[46], l'autre du XVIIIe siècle au lieu-dit le Logis[47] ;
- une ferme probablement du XVIe siècle[48].
- La mairie, rénovée en 2023, une ancienne école[49].
- La place de l’église, avec son banc et ses tables.
- Sentiers de promenade, notamment vers la forêt de Lyons[13]

## Héraldique
| Blason de Beauficel-en-Lyons | Blason  | Coupé: au 1er de gueules à la fleur de lis d'argent accostée de deux crosses adossées d'or, au 2e d'or au bosquet de sinople. |
| Blason de Beauficel-en-Lyons | Détails | Le statut officiel du blason reste à déterminer.                                                                              |